# Richie Kamuca
Richie Kamuca, anche Ritchie Kamuca  (Filadelfia, 23 luglio 1930 – Los Angeles, 22 luglio 1977) è stato un sassofonista statunitense di musica jazz, considerato tra i grandi esponenti della West Coast.

## Biografia
Tenorsassofonista dotato di una timbrica calda e di un fraseggio puntuale e ricco di swing,  Richie Kamuca,  dopo aver fatto parte delle orchestre di Stan Kenton e Woody Herman, si dedicò a partire dalla metà degli anni cinquanta a un'intensa attività come leader, collaborando inoltre con alcuni tra i più celebri strumentisti della West Coast, tra i quali Chet Baker, Maynard Ferguson, Shorty Rogers, Conte Candoli. In seguito fece parte della formazione del batterista Shelly Manne "Shelly Manne and His Men" dal 1959 al 1962, per poi trasferissi a New York dove ebbe modo di lavorare con Gerry Mulligan, Gary McFarland e Roy Eldridge. Nel 1972 ritornò sulla West Coast, dove registrò e suonò in concerti live con più formazioni locali.
Kamuca morì a Los Angeles, a causa di un cancro, poco prima di compiere 47 anni.

## Discografia selezionata
Come leader o co-leader
- 1956 – The Brothers ! (RCA Victor Records, LPM-1162) a nome Cohn, Perkins, Kamuca
- 1957 – Just Friends (Pacific Jazz Records, M-401) a nome Bill Perkins, Art Pepper, Richie Kamuca
- 1957 – Richie Kamuca Quartet (Mode Records, Mod-LP-102) a nome The Richie Kamuca Quartet
- 1957 – Tenors Head-On (Liberty Records, LRP 3051) a nome Bill Perkins Richie Kamuca with Pete Jolly, Stan Levey, Red Mitchell
- 1957 – Jazz Erotica (HiFi Records, R 604) a nome Richie Kamuca and Bill Perkins
- 1958 – Havin' a Ball (World Pacific Records, PJM-410) a nome Cy Touff - Richie Kamuca - Harry Edison
- 1962 – Keester Parade (Pacific Jazz Records, PJ-42) a nome Cy Touff and Richie Kamuca and Leroy Vinnegar and Harry Edison
- 1976 – Richard Kamuca: 1976 (Jazz Records, JAZZZ 104) a nome Richard Kamuca Quartet
- 1977 – Drop Me Off in Harlem (Concord Jazz Records, CJ-39)
- 1979 – Richie Kamuca's Charlie (Concord Jazz Records, CJ-96)

Come sideman
- 1952 – Stan Kenton: New Concepts Of Artistry In Rhythm (Capitol Records)
- 1953-56 – Chet Baker: The Best Of Chet Baker Plays (Pacific Jazz)
- 2006 – Bill Perkins: Just Friends  (CD Lonehill Jazz Spain, 2006)
- 1956-62 – Anita O'Day: Sings The Winners (Verve)
- 1958-59 – Shorty Rogers: Shorty Rogers Swings (RCA)
- 1958-59 – Art Pepper: Modern Jazz Classics (OJC)
- 1959 – Shelly Manne & His Men at The Black Hawk, Vol. 1 - 5 (Contemporary Records/OJC)
- 1961 – Shelly Manne & His Men Live at The Manne Hole, Vol. 1 - 2 (Contemporary/OJC)
- 1961 – Terry Gibbs: Main Stem, The Big Cat (Contemporary/OJC)
- 1964-65 – Kenny Burrell: Guitar Forms (Verve)
- 1967 – Lee Konitz: The Lee Konitz Duets (OJC)
- 1969-70 – Thad Jones / Mel Lewis  (LRC)
- 1975 – Ray Brown: Brown’s Bag (Concord Jazz)
- 1977 – Zoot Sims: Hawthorne Nights (Pablo)